# Mangfallplatz
Der Mangfallplatz in München ist ein Platz im Stadtteil Neu-Harlaching. Benannt ist er nach dem Fluss Mangfall.

## Beschreibung
In den sich östlich an den Mangfallplatz anschließenden Gebäuden der früher von der United States Army benutzten McGraw-Kaserne (ehemalige Reichszeugmeisterei der NSDAP) befinden sich seit 1992 verschiedene Dienststellen der Münchner Polizei.
Als Wochenmarkt wird in der Regel mittwochs zwischen 14 und 18 Uhr am Mangfallplatz ein Bauernmarkt abgehalten.
Der Platz ist Namensgeber für den 1997 eröffneten U-Bahnhof Mangfallplatz, an dem die U-Bahn-Linie U1 endet.
Nordwestlich schließt sich jenseits der Naupliastraße der Wörnbrunner Platz mit einer Grünfläche an.
Koordinaten: 48° 5′ 51,3″ N, 11° 34′ 51,5″ O